# Anthony Kroch
Anthony S. Kroch (ur. 2 kwietnia 1946, zm. 27 kwietnia 2021) – amerykański językoznawca. Do jego zainteresowań badawczych należały m.in.: syntaktyka historyczna, struktura informacji, socjolingwistyka, analiza formalna składni języka naturalnego.
Doktorat z językoznawstwa uzyskał w 1974 r. na Massachusetts Institute of Technology. W latach 1977–1979 był zatrudniony jako pracownik naukowy. W 1991 r. objął stanowisko profesora w Katedrze Lingwistyki na Uniwersytecie Pensylwanii. Pracował jako profesor wizytujący na następujących uczelniach: Uniwersytet Stanu Michigan, Uniwersytet Genewski, Universidade Federal do Paraná, Universidade Federal do Natal. 
W latach 1988–2006 współredagował kwartalnik „Language Variation and Change”. Ponadto należał do rad redakcyjnych czasopism „DELTA”, „Journal of Comparative Germanic Syntax”, „English Language and Linguistics” oraz „Journal of Portuguese Linguistics”.

## Wybrana twórczość
- Toward a Theory of Social Dialect Variation (1978)
- Amount quantification, referentiality, and long wh-movement (1989)
- Reflexes of grammar in patterns of language change (1989)
- Morphosyntactic Variation (1994)
- Verb-object order in early Middle English (współautorstwo, 2000)
- Syntactic Change (2001)
- Modeling language change and language acquisition (2005)